# Nati nel 1390
| Questa pagina contiene informazioni ricavate automaticamente dalle voci biografiche con l'ausilio del template Bio e di un bot. L'aggiornamento è periodico e automatico e ricostruisce completamente la pagina. Se manca una persona in questa lista, sei pregato di non aggiungerla, ma accertati piuttosto che la sua voce biografica contenga il template Bio e che i dati anagrafici siano correttamente compilati. Se il template Bio manca, inseriscilo tu stesso o, in alternativa, metti l'avviso {{tmp\|Bio}} che ne segnala la mancanza. Se i dati riportati sono sbagliati, correggi direttamente la voce biografica; le modifiche saranno visibili in questa lista entro pochi giorni. Per chiarimenti vedi il progetto biografie. La lista contiene solo le 37 persone che sono citate nell'enciclopedia e per le quali è stato implementato correttamente il template Bio. Pagina aggiornata al 10 ago 2025. |

- 1º gennaio - Dietrich di Oldenburg, nobile tedesco († 1440)
- 21 giugno - Margherita di Savoia, religiosa italiana († 1464)
- 23 giugno - Giovanni da Kęty, presbitero, fisico e teologo polacco († 1473)
- 29 settembre - Giovanni Benci, politico e banchiere italiano († 1455)
- 3 ottobre - Umfredo Plantageneto, duca di Gloucester, principe inglese († 1447)
- 12 ottobre - Ercolano da Piegaro, presbitero italiano († 1451)
- 27 dicembre - Anna Mortimer, nobile britannica († 1411)
- Maddalena Albrici, religiosa italiana († 1465)
- Giovanni Arcolano, medico italiano († 1458)
- Arnau Fonolleda, politico spagnolo († 1475)
- Malatesta I Baglioni, condottiero italiano († 1437)
- Francesco Barbaro, umanista, politico e diplomatico italiano († 1454)
- Vitaliano I Borromeo, nobile, banchiere e politico italiano († 1449)
- Giacomo Bracelli, storico e diplomatico italiano († 1466)
- Domìzio Brocardo, poeta italiano († 1450)
- Pietro Capucci, religioso italiano († 1445)
- Antonio Cerdá y Lloscos, cardinale e arcivescovo cattolico spagnolo († 1459)
- Ludovico Colonna, condottiero italiano († 1436)
- Guglielmo II Crispo, duca († 1463)
- Engelbrekt Engelbrektsson, rivoluzionario svedese († 1436)
- Étienne de Vignolles, generale francese († 1443)
- Bartolomeo Fioravanti, architetto italiano († 1462)
- Fioravante Fioravanti, architetto italiano
- Pietro I di Lussemburgo-Saint Pol, nobile francese († 1433)
- Pandolfo Malatesta, arcivescovo cattolico italiano († 1441)
- Eustache Marcadé, drammaturgo, poeta e teologo francese († 1440)
- Bernat Martorell, pittore spagnolo († 1452)
- Cristoforo Moro, doge († 1471)
- Hernán Peraza il Vecchio, condottiero spagnolo († 1452)
- Giovanni Petrucci, giurista italiano († 1464)
- Arcangelo da Calatafimi, presbitero e religioso italiano († 1460)
- Pietro Regalado, religioso, presbitero e santo spagnolo († 1456)
- João Gonçalves Zarco, esploratore portoghese († 1471)
- Al-Musta'in, califfo arabo († 1430)
- Otón de Montcada y de Luna, cardinale e vescovo cattolico spagnolo († 1473)
- Contessina de' Bardi, sovrana italiana († 1473)
- Elisabetta di Görlitz, duchessa († 1451)